# 站台票

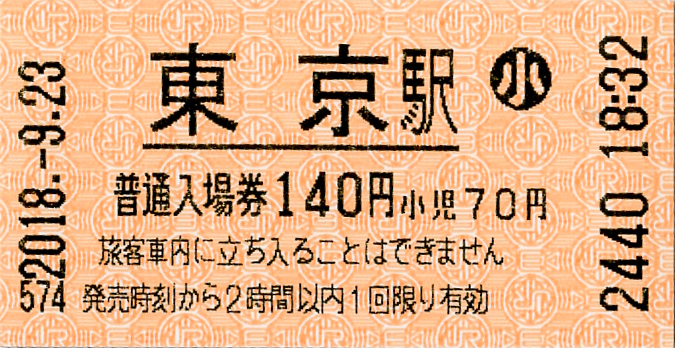
JR东日本東京站入场券

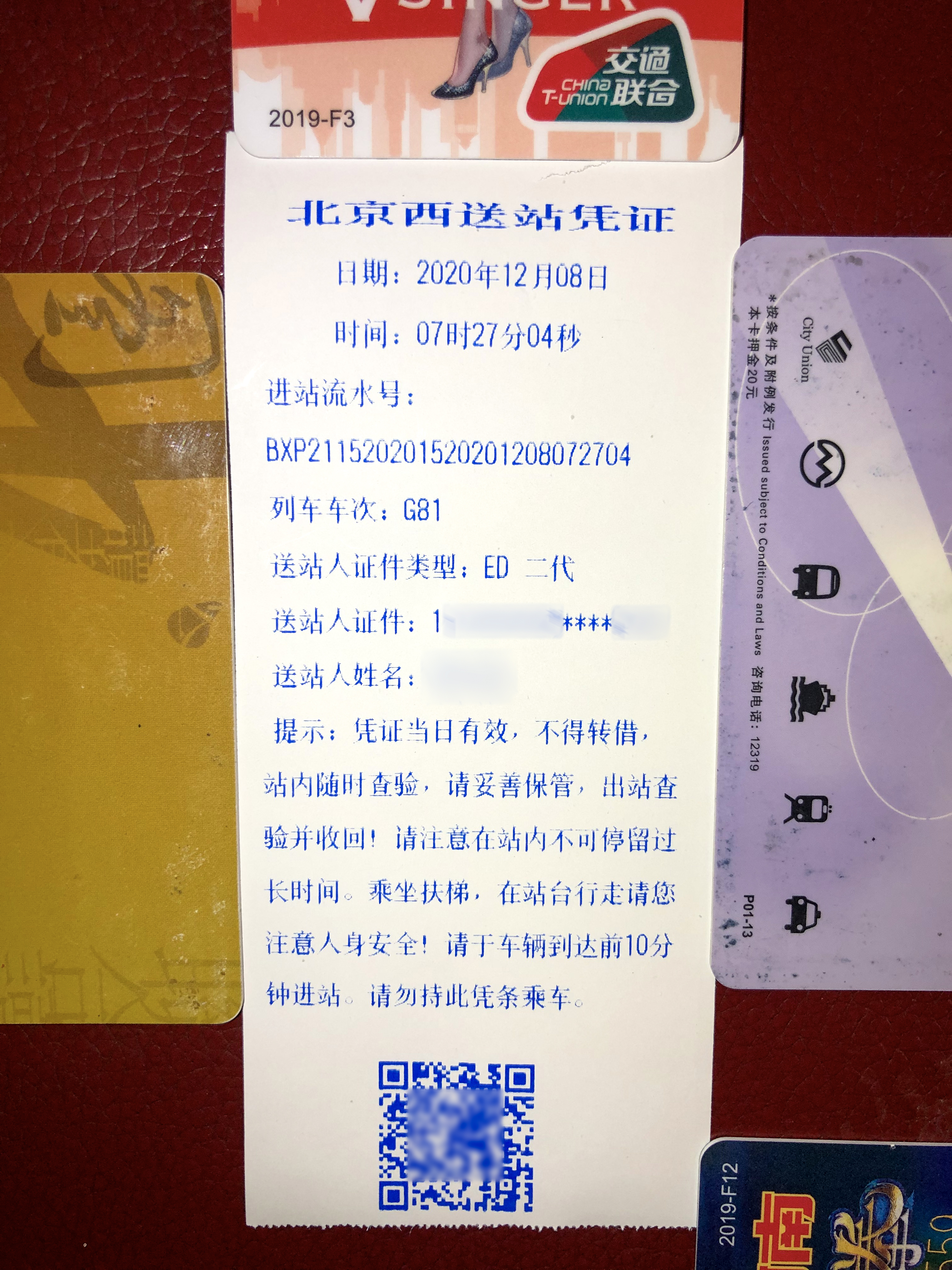
中国国铁北京西站送站凭证，须在出站时回收

站台票，又稱月台票，為進入車站剪票口內的部分所需的票劵。此票不具備乘車功能，因此会比普通的车票便宜。一般购买站台票的人多是出于接送亲朋好友的目的需要进站，但不可上车，否則足以形成逃票。

## 中国大陆
在中国大陆，由于站台压力逐渐增大，车站已不再发售站台票。但对于有老弱病残孕等特殊困难的乘客，仍可联系车站工作人员，为家属办理送站/接站凭证，协助乘客前往站台上车。

## 日本
日本铁路车站发售的站台票称为“入场券”。

## 臺灣
臺灣鐵路管理局2013年6月1日起，停售月台票，改成換證用月台出入證，但中壢車站、臺中車站、嘉義車站、臺南車站、高雄車站、宜蘭車站、花蓮車站月台票及換證併行。
1. 購買月台票或換取出入證進出月台，每次最長停留時間為一小時。逾停留時間者，另收取復興號及其同級列車起碼里程票價。但經臺灣鐵路管理局同意者不在此限。[3]
2. 但電子票證同站進出仍收費，即1小時內新臺幣14元扣款；1小時以上未達3小時者，扣款新臺幣112元；3小時以上，扣款台北至高雄自強號票價新臺幣843元。[4]